# Портмоне
Портмоне (на френски: Porte-monnaie буквално приспособление за носене на монети), (във вариант за мъже портфейл) се нарича малка кожена или платнена чанта, предназначена за носене на стотинки, банкноти и кредитни карти. Преди изобретяването на банкнотите, монетите се носят в кожена торбичка, чийто отвор се затяга с връв. Първият портфейл датира от около 1690 година, когато навлизат в употреба книжните пари. Първите портмонета се изработват от кожата на крава или кон и имат едно отверстие. Днешният тип сгъващ се на две (или три) портфейл с множество малки и големи отверстия се появява на пазара през 1950-те с появата на първите кредитни карти.
Мъжете обикновено носят портфейла си в джоба, докато жените слагат портмонето в дамска чанта. Най-често употребяваният материал днес за направата им е изкуствената кожа. Някои се затварят с цип.